# Harmony (Maine)
Harmony – miasto w Stanach Zjednoczonych, w stanie Maine, w hrabstwie Somerset.